# Macrophiothrix expedita
Macrophiothrix expedita är en ormstjärneart som först beskrevs av Jean Baptiste François René Koehler 1905.  Macrophiothrix expedita ingår i släktet Macrophiothrix och familjen Ophiothrichidae. Inga underarter finns listade i Catalogue of Life.